# Roch Zbijewski
Roch Igancy Zbijewski herbu Rola (ur. 1710, zm. 5 listopada 1790) – wojewoda gnieźnieński od 1790, kawaler orderu Orła Białego.

## Życiorys
Kolejno: cześnik kaliski (od 9 września 1744), kasztelan nakielski (od 6 lipca 1754), kasztelan gnieźnieński (od 20 grudnia 1756), kasztelan kaliski (od 21 marca 1763), kasztelan poznański (od ok. 25 kwietnia 1782), wojewoda gnieźnieński (od 21 października 1790). 
Był konsyliarzem konfederacji generalnej 1764 roku. W 1764 roku był elektorem Stanisława Augusta Poniatowskiego z województwa kaliskiego, jako delegowany od Rzeczypospolitej podpisał jego pacta conventa. Komisarz z Senatu Komisji Wojskowej Koronnej.
Roch Zbijewski spoczywa w podziemiach kościoła pw św. Michała Archanioła w Pogorzeli.